# Hrabstwo Elliott

Piramida wieku hrabstwa

Hrabstwo Elliott – hrabstwo w USA, w stanie Kentucky. Według danych z 2000 roku, hrabstwo zamieszkiwało 6748 osób. Siedzibą hrabstwa jest Sandy Hook.
Hrabstwo należy do nielicznych hrabstw w Stanach Zjednoczonych należących do tzw. dry county, czyli hrabstw gdzie decyzją lokalnych władz obowiązuje całkowita prohibicja.